# San Francisco Opera
De San Francisco Opera is een operahuis in San Francisco.
Het is het belangrijkste operahuis van de Verenigde Staten, na de Metropolitan Opera van New York.
Het werd gesticht in 1923 door Gaetano Merola en werd ingehuldigd op 15 oktober 1932 met een voorstelling van Tosca.
Het is gevestigd in het San Francisco War Memorial Opera House en biedt het hele jaar door operavoorstellingen.
Het San Francisco Ballet maakte sinds de oprichting in 1933 tot 1942 deel uit van de San Francisco Opera, de datum van de definitieve scheiding van de twee instellingen.

## Bestuur
- Gaetano Merola (1923-1953)
- Kurt Herbert Adler (1953-1981)
- Terence McEwen (1982-1988)
- Lotfi Mansouri (1988-2001)
- Pamela Rosenberg (2001-2005)
- David Gockley (2006-)

## Amerikaanse premières
- De zaak Makropoulos van Leoš Janáček
- Dialogue des carmélites van Francis Poulenc
- Katerina Izmajlova van Dmitri Sjostakovitsj
- Die Frau ohne Schatten van Richard Strauss
- Lear van Aribert Reimann
- The Midsummer Marriage van Michael Tippett
- Doctor Atomic van John Adams
- Appomattox van Philip Glass

## Filmografie
- In the Shadow of the Stars, een met een Oscar beloonde Amerikaanse documentaire uit 1991 van regisseurs Allie Light en Irving Saraf.